# 岸江信介
岸江 信介（きしえ しんすけ、1953年 - ）は、日本の国語学者。愛知大学文学部卒業。現在、奈良大学文学部教授。

## 学歴
- 1978年 愛知大学文学部文学科国文学専攻卒業。

## 職歴
- 1978年 大阪市高等学校教員。
- 1994年 宮崎国際大学比較文化学部比較文化学科助教授。
- 1998年 徳島大学総合科学部助教授。
- 2000年 徳島大学総合科学部社会創生学科教授。
- 2019年 奈良大学文学部国文文学科教授。

## テレビ出演
- ふるさと日本のことば （2001年 NHK教育）　徳島県の方言解説者として出演。

## 著書
- 『応用社会言語学を学ぶ人のために』（共著）2001年　世界思想社
- 『中国・四国の方言 ー調べてみよう暮らしのことばー』（共著）2003年　ゆまに書房

## 所属学会
- 日本方言学会
- 国語学会（大会企画運営委員）